# Micranthes davurica
Micranthes davurica là một loài thực vật có hoa trong họ Saxifragaceae. Loài này được (Willd.) Small miêu tả khoa học đầu tiên năm 1905.